# Drzewo genealogiczne dynastii Pahlawich
W poniższym drzewie genealogicznym rodu Pahlawich - ostatniej dynastii na irańskim tronie - zastosowano polską transkrypcję imion i nazwisk, z wyjątkiem osób urodzonych po 1979 roku na emigracji w Stanach Zjednoczonych lub Europie Zachodniej (wówczas podano pisownię stosowaną w danym kraju). 
W poniższym zestawieniu uwzględniono wszystkich znanych potomków założyciela dynastii Rezy Szacha Pahlawiego, niezależnie od tego, czy przysługiwały im tytuły królewskie i książęce.   
```
Reza Szah Pahlawi
 (
1878
–
1944
)
~
Mariam Chanum

  ├
Fatemah Pahlawi
 (
1903
–
1992
)
   ~
Hadi Atabaj
 (zm. 
1971
)
      ├
Amir Reza Atabaj
 (ur. 
1925
)
       ~
Gail Mildred

          ├
Aria Atabaj
 (ur. 
1960
)
       ~Roxana (?)
          ├
Donia Atabaj
 (ur. 
1961
)
           ~(?) Enu
              ├
Amir Ali Enu
 (ur. 
1989
)
          ├
Massumeh Atabaj
 (ur. 
1961
)
           ~
Muhammad Mottahedan

               ├
Lily Mottahedan
 (ur. 
1987
)
               ├
Sam Mottahedan
 (ur. 
1993
)
        ~
Mahindocht Mokri

           ├
Reza Atabaj
 (ur. 
1964
)
        ~
Matul Gharaguzlu

       ├
Simine Atabaj
 (ur. 
1927
)
        ~
Keneth Eugene Hägström
 (ur. 
1926
)
           ├
Minou Hägström
 (ur. 
1949
)
        ~
Frank Manley

           ├
John Manouchehr Manley
 (ur. 
1966
)
       ├
Cyrus Atabaj
 (
1929
–
1996
)
    ~(?) Behrun
    ~(?) Amir Aslani 
~
Tadżmah Chanum

~
Safiah Chanum
 
~
Tadż ol-Moluk
 (
1896
–
1982
)
   ├
Szams Pahlawi
 (
1917
–
1996
)
    ~
Fereidun Dżam
 (ur. 
1914
)
    ~
Mehrdad Pahlbod
 (ur. 
1917
)
       ├
Szachboz Pahlbod
 (ur. 
1946
)
        ~
Beatrice Anne Young
 (ur. 
1946
)
           ├
Anahita Pahlbod
 (ur. 
1973
)
           ├
Mandana Pahlbod
 (ur. 
1976
)
           ├
Mitra Pahlbod
 (ur. 
1978
)
       ├
Szahiar Pahlbod
 (ur. 
1949
)
        ~Ladislaja Maria Karolina (ur. 
1950
)
        ~
Modżahid Bachtiar

           ├
Shahin Peter Pahlbod
 (ur. 
1989
)
           ├
Adelia Lydia Theresa Pahlbod
 (ur. 
1992
)
       ├
Szahrazad Pahlbod
 (ur. 
1952
)
        ~
Howard Lay Burris
 (ur. 
1950
) 
   ├
Mohammad Reza Pahlawi
 (
1919
–
1980
)
    ~
Fauzijja bint Fu’ad
 (
1921
–
2013
)
       ├
Szahnaz Pahlawi
 (ur. 
1940
)
        ~
Ardeszir Zahedi
 (ur. 
1928
)
           ├
Zahra Mahnaz Zahedi
 (ur. 
1958
)
        ~
Chosrow Jahanbani
 (ur. 
1942
)
           ├
Keichosrow Jahanbani
 (ur. 
1971
)
           ├
Fawzieh Jahanbani
 (ur. 
1973
)
    ~
Sorajja Esfandijari Bachtijari
 (
1932
–
2001
)
    ~
Farah Diba
 (ur. 
1938
)
       ├
Cyrus Reza Pahlawi
 (ur. 
1960
)
        ~
Jasmine Etemad Amini
 (ur. 
1968
)
           ├
Noor Pahlavi
 (ur. 
1992
)
           ├
Iman Pahlavi
 (ur. 
1993
)
           ├
Farah Pahlavi
 (ur. 
2004
)
       ├
Farahnaz Pahlawi
 (ur. 
1963
)
       ├
Ali Reza Pahlawi II
 (
1966
–
2011
)
         ~
Raha Didevar

           ├
Iryana Leila Pahlavi
 (ur. 
2011
)
       ├
Lejla Pahlawi
 (
1970
–
2001
)
   ├
Aszraf Pahlawi
 (ur. 
1919
)
    ~
Ali Kawam

       ├
Szahram Pahlawi-Nia
 (ur. 
1939
)
        ~
Niloufar Afszar
 (ur. 
1950
)
           ├
Cyrus Pahlawi-Nia
 (ur. 
1969
)
    ~
Ahmad Szafik

       ├
Szahriar Mustafa Szafik
 (
1945
–
1979
)
         ~
Françoise Mariam

            ├
Nader Szafik
 (ur. 
1968
)
             ~
Roszanak Malek

             ~
Catherine Wannamker
 (ur. 
1974
) 
            ├
Dara Szafik
 (ur. 
1970
)
       ├
Azadeh Pahlawi-Szafik
 (ur. 
1951
)
        ~
Farszad Wahid
 (
1924
–
1979
)
           ├
Kamran Farszad Wahid
 (ur. 
1973
)
    ~
Mehdi Buszehri

   ├
Ali Reza Pahlawi I
 (ur. 
1922
)
    ~
Christiane Cholewska

       ├
Ali Patrick Pahlawi
 (ur. 
1944
)
        ~
Sonja Lauman

           ├
Dawoud Pahlawi
 (ur. 
1971
)
           ├
Houd Pahlawi
 (ur. 
1972
)
           ├
Muhammad Junes Pahlawi
 (ur. 
1977
) 
~
Kamar ol-Molouk
 (
1904
–
1995
)
   ├
Golam Reza Pahlawi
 (ur. 
1923
)
    ~
Homa Alam

       ├
Mehrnaz Pahlawi
 (
1949
–
1951
) 
       ├
Bahman Pahlawi
 (ur. 
1950
)
        ~
Szohreh Dowlati
   
    ~
Szachzadi Manidżeh Chanum

       ├
Azardocht Pahlawi
 (ur. 
1964
)
        ~
Darab Gandżi
 (ur. 
1965
)
       ├
Mariam Pahlawi
 (ur. 
1966
)
       ├
Bahram Pahlawi
 (ur. 
1970
)
        ~
Iman Ali

~
Ismat ol-Molouk
 (
1905
–
1995
)
   ├
Abd-or-Reza Pahlawi
 (
1924
–
2004
)
    ~
Pari Sima Zand
 (ur. 
1930
)
       ├
Kamjar Pahlawi
 (ur. 
1952
)
       ├
Sarwnaz Pahlawi
 (ur. 
1955
)
        ~
Horatio Lonsdale-Hands
 (ur. 
1958
)
           ├
Tiffany Lonsdale-Hands
 (ur. 
1985
)
   ├
Ahmad Reza Pahlawi
 (
1925
–
1981
)
    ~
Simin Tadż Chanum

       ├
Szachruch Pahlawi
 (ur. 
1947
)
       ├
Szachlah Pahlawi
 (ur. 
1948
)
        ~
Stephen R. Correia
 
    ~
Roza Bozorgnia

       ├
Szachin Pahlawi
 (ur. 
1959
)
        ~(?)
           ├
Iskander Pahlavi
 (ur. 
1993
)
           ├
Zachary Pahlavi
 (ur. 
1995
)
           ├
Gregory Pahlavi
 (ur. 
1997
)
           ├
Zara Pahlavi
 (ur. 
2000
)
       ├
Szachrnaz Pahlavi
 (ur. 
1964
)
        ~(?) Medvestsky
           ├
Natasha Pahlavi-Medvestsky
 (ur. 
1998
)
           ├
Sara Pahlavi-Medvestsky
 (ur. 
2000
)
       ├
Parinaz Pahlawi
 (ur. 
1970
)
   ├
Mahmud Reza Pahlawi
 (
1926
–
2001
)
    ~
Mehri Docht

    ~
Françoise Maryam
 (ur. 
1945
)
   ├
Fatemeh Pahlawi
 (
1928
–
1987
)
    ~
Vincent Lee Hillyer
 (
1924
–
1999
)
       ├
Kayvon Pahlavi Hillyer
 (ur. 
1952
)
        ~
Mahasti Sahebdivani
 (ur. 
1954
)
           ├
Shahab Pahlavinia Hillyer
 (ur. 
1978
)
        ~
Heideh Farah

           ├
Shayar Pahlavi Hillyer
 (ur. 
1989
)
           ├
Kaveh Pahlavi Hillyer
 (ur. 
1992
)
       ├Rana Pahlavi Hillyer (
1953
–
1954
)
       ├
Darius Pahlavi Hillyer
 (ur. 
1956
 lub 
1957
)
        ~
Hali Lynn McCallum
 (ur. 
1961
)
          ├
Douglas Pahlavi Hillyer
 (ur. 
1980
)
          ├
Jacob Michael Pahlavi Hillyer
 (ur. 
1982
)
    ~
Muhammad Amir Chatami
 (
1920
–
1975
)
       ├
Kambiz Chatami
 (ur. 
1961
)
       ├
Pari Chatami
 (ur. 
1962
)
       ├
Ramin Chatami
 (ur. 
1967
)   
   ├
Hamid Reza Pahlawi
 (
1932
–
1992
)
    ~
Szachzadi Minou Chanum
 (ur. 
1933
)
       ├
Niloufar Pahlawi
 (ur. 
1953
)
    ~
Homa Chamnei

       ├
Behzad Pahlawi
 (
1957
–
1981
)
       ├
Nazak Pahlawi
 (ur. 
1959
)
        ~
Simin Sadogh

           ├(?) Pahlawi - syn
    ~
Houri Chamnei

       ├
Dżafar Pahlawi
 (ur. 
1969
) 
    ~
Doris Thomas

       ├(?) Pahlawi (ur. 
1975
) - syn
```